# Eupithecia limbata
Eupithecia limbata là một loài bướm đêm trong họ Geometridae.